# Georg Adolf Erman
Georg Adolf Erman (Berlim, 12 de maio de 1806 — Berlim, 12 de julho de 1877) foi um físico alemão, filho do também físico Paul Erman e pai do egiptólogo Johann Peter Adolf Erman.
Depois de estudar ciências naturais em Berlim e em Königsberg, Erman passou os anos de 1828 a 1830 numa viagem pelo mundo, a qual foi documentada em sua obra intitulada Reise um die Erde durch Nordasien und die beiden Ozeane (1833-1848). Suas observações realizadas durante a viagem foram utilizadas por Carl Friedrich Gauss em sua teoria sobre o magnetismo terrestre. 
Erman foi professor de física em Berlim em 1839 e morreu em julho de 1877.

## Obras
- 1833–1848: Reise um die Erde durch Nordasien und die beiden Oceane. (versão digitalizada[ligação inativa])
- 1841–1867: Archiv für wissenschaftliche Kunde von Russland.  (versão digitalizada[ligação inativa])
- 1874: Die Grundlagen der Gaußischen Theorie und die Erscheinungen des Erdmagnetismus im Jahr 1829.